# Walentina Liaszenko
Walentina Liaszenko (ur. 30 stycznia 1981 w Kijowie) – gruzińska lekkoatletka, specjalizująca się w skoku wzwyż.
Uczestniczka mistrzostw świata z Pekinu. Dwudziesta druga zawodniczka halowych mistrzostw Europy z 2015 roku. Olimpijka z Rio de Janeiro, gdzie zajęła 32. miejsce w kwalifikacjach. W 2016 brała udział w mistrzostwach Europy na otwartym stadionie.
Reprezentowała swój kraj podczas drużynowych mistrzostwach Europy w 2015 i 2017 roku.
Rekordy życiowe: stadion: skok wzwyż – 1,92 (27 czerwca 2015, Berdyczów); hala: skok wzwyż – 1,90 (11 lutego 2014, Kijów).

## Wyniki

### Zawody międzynarodowe
| Rok  | Zawody                    | Miejsce                  | Wyniki szczegółowe | Wyniki szczegółowe | Wyniki szczegółowe | Wyniki szczegółowe | Wyniki szczegółowe | Wyniki szczegółowe | Wyniki szczegółowe | Wyniki szczegółowe | Wyniki szczegółowe | Wyniki szczegółowe | Wyniki szczegółowe | Rezultat | Pozycja | Uwagi | Źródło            |
| Rok  | Zawody                    | Miejsce                  | Kwalifikacje       | Kwalifikacje       | Kwalifikacje       | Kwalifikacje       | Kwalifikacje       | Kwalifikacje       | Kwalifikacje       | Kwalifikacje       | Finał              | Finał              | Finał              | Rezultat | Pozycja | Uwagi | Źródło            |
| Rok  | Zawody                    | Miejsce                  | 170                | 172                | 175                | 177                | 180                | 182                | 185                | 187                | Finał              | Finał              | Finał              | Rezultat | Pozycja | Uwagi | Źródło            |
| ---- | ------------------------- | ------------------------ | ------------------ | ------------------ | ------------------ | ------------------ | ------------------ | ------------------ | ------------------ | ------------------ | ------------------ | ------------------ | ------------------ | -------- | ------- | ----- | ----------------- |
| 2015 | Mistrzostwa świata        | Pekin, ChRL              | —                  | —                  | —                  | xxx                | NQ                 | NQ                 | NQ                 | NQ                 | NQ                 | NQ                 | NQ                 | XXX      | NM.     |       | [ 1 ] [ 2 ]       |
| 2015 | Halowe mistrzostwa Europy | Praga, Czechy            | —                  | xo                 | —                  | xxx                | NQ                 | NQ                 | NQ                 | NQ                 | NQ                 | NQ                 | NQ                 | 1,72     | 22.     |       | [ 3 ] [ 4 ]       |
| 2016 | Mistrzostwa Europy        | Amsterdam, Holandia      | o                  | —                  | o                  | —                  | o                  | xxx                | NQ                 | NQ                 | NQ                 | NQ                 | NQ                 | 1,80     | 23.     |       | [ 8 ] [ 9 ]       |
| 2016 | Igrzyska olimpijskie      | Rio de Janeiro, Brazylia | —                  | —                  | —                  | —                  | xo                 | —                  | xxx                | NQ                 | NQ                 | NQ                 | NQ                 | 1,80     | 32.     |       | [ 5 ] [ 6 ] [ 7 ] |

### Drużynowe mistrzostwa Europy
| Rok  | Zawody                       | Poziom       | Miejsce      | Wynik    | Wynik                        | Źródło |              |                   |         |    |        |
| Rok  | Zawody                       | Poziom       | Miejsce      | Rezultat | Miejsce                      | Źródło |              |                   |         |    |        |
| ---- | ---------------------------- | ------------ | ------------ | -------- | ---------------------------- | ------ | ------------ | ----------------- | ------- | -- | ------ |
| Rok  | Zawody                       | Poziom       | Miejsce      | 2015     | Drużynowe mistrzostwa Europy | Źródło | Trzecia Liga | Baku, Azerbejdżan | 1,84 SB | 2. | [ 10 ] |
| 2017 | Drużynowe mistrzostwa Europy | Trzecia Liga | Marsa, Malta | 1,65     | 5.                           | [ 11 ] |              |                   |         |    |        |